# Чангас
Чангас — озеро на территории Суккозерского сельского поселения Муезерского района Республики Карелия.

## Общие сведения
Площадь озера — 3,1 км², площадь бассейна — 94,5 км². Располагается на высоте 179,4 метров над уровнем моря.
Форма озера продолговатая, вытянутая с северо-запада на юго-восток. Берега каменисто-песчаные, местами болотистые, сильно изрезанные.

С северо-запада и востока в озеро впадают безымянные водотоки.
С северо-востока в озеро впадает, а с юго-востока из озера вытекает река Сулос.
Вдоль северо-восточного берега озера проходит линия железной дороги Суоярви — Ледмозеро.
Населённые пункты близ озера отсутствуют. Ближайший — посёлок Тумба — расположен в 10,5 км к западу от озера.
Код водного объекта в государственном водном реестре — 01040100211102000017685.